# Resolución 753 del Consejo de Seguridad de las Naciones Unidas
La resolución 753 del Consejo de Seguridad de las Naciones Unidas fue aprobada sin someterse a votación, el 18 de mayo de 1992, tras haber examinado la petición de la República de Croacia para poder ser miembro de las Naciones Unidas. En esta resolución, el Consejo recomendó a la Asamblea General la aceptación de Croacia como miembro.